# Fernando Climent
Fernando Climent Huerta, španski veslač, * 27. maj 1958, Coria del Río, Sevilla.
Climent je za Španijo nastopil na Poletnih olimpijskih igrah 1984, 1988 in 1996. 
Na svojih prvih igrah je v dvojcu brez krmarja osvojil srebrno medaljo. Njegov veslaški partner takrat je bil Luis María Lasúrtegui. 